# Ватонга (Оклахома)
Ватонга (англ. Watonga) — місто (англ. city) в США, в окрузі Блейн штату Оклахома. Населення — 2690 осіб (2020).

## Географія
Ватонга розташована за координатами 35°50′57″ пн. ш. 98°24′10″ зх. д. / 35.84917° пн. ш. 98.40278° зх. д. (35.849081, -98.402691).  За даними Бюро перепису населення США в 2010 році місто мало площу 10,58 км², з яких 10,55 км² — суходіл та 0,03 км² — водойми.

## Демографія
Згідно з переписом 2010 року, у місті мешкало 5111 особа в 1231 домогосподарстві у складі 777 родин. Густота населення становила 483 особи/км².  Було 1484 помешкання (140/км²).
Расовий склад населення:
| - 74,9 % — білих - 5,8 % — корінних американців - 5,5 % — чорних або афроамериканців - 0,3 % — азіатів - 0,1 % — вихідців з тихоокеанських островів - 8,8 % — осіб інших рас |

До двох чи більше рас належало 4,6 %. Частка іспаномовних становила 47,4 % від усіх жителів.
За віковим діапазоном населення розподілялося таким чином: 16,4 % — особи молодші 18 років, 74,3 % — особи у віці 18—64 років, 9,3 % — особи у віці 65 років та старші. Медіана віку мешканця становила 32,4 року. На 100 осіб жіночої статі у місті припадало 218,6 чоловіків;  на 100 жінок у віці від 18 років та старших — 261,6 чоловіків також старших 18 років.
Середній дохід на одне домашнє господарство  становив 46 905 доларів США (медіана — 38 152), а середній дохід на одну сім'ю — 56 667 доларів (медіана — 50 662). За межею бідності перебувало 28,0 % осіб, у тому числі 40,3 % дітей у віці до 18 років та 8,0 % осіб у віці 65 років та старших.
Цивільне працевлаштоване населення становило 925 осіб. Основні галузі зайнятості: освіта, охорона здоров'я та соціальна допомога — 20,8 %, роздрібна торгівля — 16,5 %, сільське господарство, лісництво, риболовля — 13,8 %.